# Северный (Костромская область)
Севе́рный — посёлок сельского типа Пыщугского района Костромской области, входит в сосстав Пыщугского сельского поселения.
Расположен на левом берегу реки Фёрдос, в 8 км к западу от райцентра — села Пыщуг, высота над уровнем моря 196 м. Южнее посёлка проходит автодорога Р157.
Основан в 1954 году. 20 лет назад население посёлка составляло около 2000 человек. На 2008 год население составило 121 человек, в посёлке 5 улиц:
- Заречная
- Набережная
- Новая
- Центральная
- Школьная

## Население
| 2008 | 2010 | 2014 |
| ---- | ---- | ---- |
| 80   | ↘34  | ↗57  |